# Rouxmesnil-Bouteilles
Rouxmesnil-Bouteilles település Franciaországban, Seine-Maritime megyében. Lakosainak száma 1806 fő (2022. január 1.). Rouxmesnil-Bouteilles Arques-la-Bataille, Dieppe, Martin-Église és Saint-Aubin-sur-Scie községekkel határos.

## Népesség
A település népessége az elmúlt években az alábbi módon változott:
| Lakosok száma | 1935 | 1885 | 1909 | 1847 | 1832 | 1809 | 1811 | 1814 | 1806 |
|               | 2013 | 2015 | 2016 | 2017 | 2018 | 2019 | 2020 | 2021 | 2022 |